# دانيال تالبوت
دانيال تالبوت (بالإنجليزية: Daniel Talbot)‏ (30 يناير 1984 في المملكة المتحدة - ) هو لاعب كرة قدم بريطاني في مركز الوسط. لعب مع روشدين ودايموندز وبوترز بار تاون ونادي كامبريدج ستي وتشيشام يونايتد ‏ وهيميل هيمبستيد تاون وDunstable Town F.C. ‏.

## وصلات خارجية
- دانيال تالبوت على موقع قاعدة بيانات كرة القدم.إي يو (الإنجليزية)
- دانيال تالبوت على موقع Soccerbase.com (لاعب) (الإنجليزية)